# Luz
luz（日語：ルス，1993年7月23日—2025年8月19日），本名帶刀光司（日語：たてわき こうじ），是日本男歌手，唱见。血型為B，身高182cm。生於福井縣。XYZP的創始人。印象色為白色。
2025年8月20日，所屬事務所（株式會社ESPERANZA）發表逝世消息。

## 經歷
- 2010年10月、在影片共享網站初投稿。
- 2013年12月、初次參加「EXIT TUNES ACADEMY」。
- 2014年
  - 8月、出演「EXIT TUNES ACADEMY-EXIT TUNES 11th ANNIVERSARY SPECIAL-@埼玉超級體育館」。
  - 10月1日、發售1st專輯「tWoluz」、獲得日本公信榜周榜第5位。
  - 12月、出演「EXIT TUNES ACADEMY FINAL COUNTDOWN SPECIAL 2014-2015」.
- 2015年
  - 2月、舉辦「XYZ TOUR 2015」。
  - 7月-8月、舉辦「XYZ TOUR 2015 -SUMMER-」。
  - 8月、出演「EXIT TUNES ACADEMY 日本武道館 2015」。
  - 10月7日、發售2nd專輯Labyrinth」，獲得日本公信榜周榜第3位[2]。
- 2016年
  - 2月-3月、舉辦「XYZ TOUR 2016 -DJ Style-」。
  - 3月、出演「EXIT TUNES ACADEMY HALL TOUR 2016」。
  - 8月 - 11月、舉辦「XYZ TOUR 2016 -SUMMER-」。
  - 11月-12月、合作舉辦『【18】 キミト ツナガル パズル』[3]。
- 2017年
  - 4月、創始「XYZP」。
  - 5月、出演「 ひきこもりたちでもフェスがしたい！」。
  - 6月28日、發售3rd專輯Reflexión」、獲得日本公信榜周榜9位[4]。
    - 6月-8月、舉辦3rd專輯「Reflexión」的發售紀念公演。

  - 7月、舉辦「2nd TOUR -Reflexión-」。
  - 8月-9月、舉辦「XYZ TOUR 2017 -SUMMER-(日本)」。
  - 10月、舉辦「XYZ TOUR 2017 -SUMMER-(韩国・中國上海)」。

## 爭議
- 2024年
  - 1月、luz因涉嫌持有違法藥物被日本警方逮捕。
  - 6月、判決結果出爐，luz被判有期徒刑1年8個月，緩刑3年。